# Chen Boda
Chen Boda (chinês tradicional: 陳伯達, chinês simplificado: 陈伯达, Wade–Giles: 'Ch'en Po-ta'; 29 de julho de 1904 - 20 de setembro de 1989), foi um jornalista comunista chinês, professor e teórico político que subiu ao poder como o principal intérprete do maoísmo (ou "Pensamento de Mao Zedong") nos primeiros 20 anos da República Popular da China. Chen tornou-se um colaborador próximo de Mao Zedong em Yan'an, durante o final da década de 1930, redigindo discursos e ensaios teóricos e dirigindo propaganda.
Depois de 1949, Chen desempenhou um papel importante na supervisão da mídia de massa e da ideologia; no início da Revolução Cultural em 1966, Mao nomeou-o Presidente do Grupo da Revolução Cultural, confiando-lhe a tarefa de guiar o novo movimento de massas. No entanto, sua linha ultra-radical e laços estreitos com Lin Biao acabaram levando à sua queda em 1970.

## Biografia
Chen Boda nasceu Chen Jianxiang (chinês tradicional: 陳建相, chinês simplificado: 陈建相, pinyin: Chén Jiànxiāng) em 1904, filho de pais camponeses. Seu nome de cortesia era Shangyou (chinês simplificado: 尚友, pinyin: Shàngyǒu). Durante sua infância, sua família mudou-se para Jimei, na moderna Amoy, provavelmente para facilitar a matrícula do jovem Chen na Jimei Normal School, onde Chen se formou como professor (ele lecionou em várias escolas primárias até 1927).

Em 1925, Chen matriculou-se na Shanghai Labor University, estudando literatura, e em 1927 ingressou no Partido Comunista Chinês. Depois de retornar a Fujian, foi contratado como secretário pessoal do general Zhang Zhen, ajudando a se preparar para a Expedição do Norte de 1926–1927 do lado do PCC da Primeira Frente Unida. Quando a Frente desmoronou, Chen fugiu e acabou sendo preso em Nanjing. Foi libertado após um mês por recomendação do general Zhang. Pouco tempo depois, Chen foi enviado pelo Partido para a Universidade Sun Yat-sen de Moscou, onde estudou política e filosofia marxista por quatro anos.
Em 1931, Chen Boda voltou para a China e casou-se com uma nativa de Sichuan, Zhu Yuren, que também havia estudado em Moscou. Chen tornou-se professor de política e história chinesa antiga no China College em Pequim  enquanto escrevia artigos sob os pseudônimos de Chen Zhimei e Chen Boda. A maioria desses artigos enfocou a disputa entre defensores da "literatura de defesa nacional", como Lu Xun, e autores mais nacionalistas. Chen também fez trabalho clandestino para o Partido em Tianjin.
A partir de 1937, ele ensinou política e filosofia marxista na Escola Central do Partido Comunista Chinês em Yan'an, onde se tornou líder do Movimento de Retificação de Yan'an. Ele logo se tornou assistente de pesquisa pessoal e principal assessor político de Mao Zedong. Chen publicou a primeira coleção dos escritos de Mao em 1937 e uma história oficial do Partido em 1945.

## Papel no governo pós-1949
Após a vitória comunista na Guerra Civil Chinesa e o estabelecimento da República Popular da China em 1949, Mao confiou a Chen muitas tarefas importantes. Chen Boda tornou-se:
- Vice-Diretor do Departamento de Propaganda do PCC, supervisionando o Diário do Povo e a Agência de Notícias Xinhua
- Diretor do Instituto de Pesquisa Política
- Editor-chefe do órgão teórico do PCC Bandeira Vermelha, quando foi criado em 1958
- Vice-presidente da Academia Chinesa de Ciências, supervisionando as Ciências Sociais e Políticas (esses departamentos mais tarde se ramificaram para formar a Academia Chinesa de Ciências Sociais)

Em 1951, Chen escreveu um artigo com o título "A teoria de Mao Zedong sobre a Revolução Chinesa é a combinação do marxismo-leninismo com a Revolução Chinesa" e um livro intitulado "Mao Zedong sobre a Revolução Chinesa". Essas obras fizeram dele um dos mais importantes intérpretes do Pensamento de Mao Zedong e, na década de 1950, ele se tornou um dos colaboradores mais próximos de Mao, compilando muitas das citações eventualmente publicadas no Livro Vermelho.
Em 1950, Chen acompanhou Mao a Moscou para participar das negociações com Joseph Stalin que levaram à assinatura do tratado de aliança de 30 anos (fevereiro de 1950) entre a China e a União Soviética.
Após a reclamação de Mao de que "o setor econômico está bloqueando a mim e ao camarada Liu ", Chen foi nomeado em 1962 para servir como vice-diretor da Comissão de Planejamento do Estado. (p102)

### Revolução Cultural

Da esquerda para a direita: Mao Zedong, Lin Biao, Zhou Enlai e Chen Boda durante a Revolução Cultural em Pequim, 1966.

De 1966 a 1969, Chen Boda desempenhou um papel importante na Revolução Cultural. Em maio de 1966, foi colocado à frente do recém-formado Grupo da Revolução Cultural (CRG), um órgão estabelecido para supervisionar e dirigir o curso da Revolução Cultural. Com o tempo, esse grupo se tornaria o corpo político mais importante da China, superando até mesmo a influência do Politburo. Além disso, Chen Boda também foi colocado como chefe do aparato de propaganda do governo comunista ao lado de Jiang Qing quando o líder anterior, Lu Dingyi (com quem ele brigava frequentemente), foi deposto em 1966. Ele também se tornou membro do Comitê Permanente do Politburo.
De acordo com a liderança do Comitê Central, o Grupo da Revolução Cultural começou a mostrar sinais de ultra-esquerdismo no final dos anos 1960. A reputação de Boda começou a diminuir após o 9º Congresso do Partido em 1969 devido a seus laços com Lin Biao (com quem colaborou estreitamente na publicação do Pequeno Livro Vermelho)  e sua oposição à tentativa de Zhou Enlai de diminuir a escala Revolução Cultural e reorientar a consolidação do Partido. Isso marcou o fim do envolvimento de Chen Boda na revolução cultural. À medida que a liderança se tornou mais moderada em sua perspectiva e os objetivos iniciais da revolução cultural foram deixados de lado, o radicalismo de Chen causou preocupação e foi denunciado no 10º Congresso do Partido em 1973 como um 'agente secreto revisionista' por suas associações com Lin Biao.

## Vida Posterior
Após a Revolução Cultural, foi julgado pelo governo pós-Mao por colaboração com a Gangue dos Quatro. Foi condenado a dezoito anos de prisão, mas foi libertado em liberdade condicional logo depois devido a problemas de saúde, e seu tempo de liberdade condicional terminou em 1988. Ele morreu em 20 de setembro de 1989, aos 85 anos 